# 50 in 50
Xem thêm 50 goals in 50 games.
50 in 50: A collection of short stories, one for each of fifty years là tuyển tập truyện ngắn năm 2001. Cuốn sách có tên như vậy là do nó bao gồm năm mươi truyện ngắn được viết bởi Harry Harrison trong hơn 50 năm. Cuốn sách được chia thành các phần như sau:
- "Alien Shores"
- "Make Room! Make Room!"
- "Miraculous Inventions"
- "Laugh—I Thought I Would Cry"
- "Other Worlds"
- "R.U.R."
- "One for the Shrinks"
- "The Light Fantastic"
- "Square Pegs in Round Holes"

Phần kết gồm 11 câu chuyện và không dễ dàng phân loại các câu chuyện này.